# Guajuvira
Guajuvira (Patagonula americana L.) é uma árvore encontrada nos estados brasileiros de Minas Gerais, Mato Grosso do Sul, Paraná, Rio Grande do Sul, Santa Catarina e São Paulo. Também é conhecida por Guajura, Guaiabi, Pau Darco, Apé Branco, Guaiuvira, Guajubira entre outros nomes.